# Урасое
Урасое (јап. 浦添市) град је у Јапану у префектури Окинава. Према попису становништва из 2005. у граду је живело 106.049 становника.

## Становништво
Према подацима са пописа, у граду је 2005. године живело 106.049 становника.
| 1995.  | 2000.   | 2005.   |
| ------ | ------- | ------- |
| 96.002 | 102.734 | 106.049 |